# La fattoria degli animali (film 1954)
La fattoria degli animali (Animal Farm) è un film d'animazione del 1954 diretto da John Halas e Joy Batchelor, basato sull'omonimo romanzo di George Orwell. Primo lungometraggio d'animazione britannico a distribuzione internazionale, nel 1956 è stato candidato al premio BAFTA per il miglior film d'animazione.
Solo negli anni '80 venne pienamente alla luce il fatto che la CIA avesse contribuito in modo sostanzioso al finanziamento della produzione del film: furono infatti versati oltre 300 000 dollari come parte della offensiva culturale durante la guerra fredda, influenzando il modo in cui venivano presentate le idee di Orwell.

## Trama
Il Sig. Jones trascura la fattoria che possiede preferendo ubriacarsi nel circolo "Leone Rosso". Una notte è riunita un'assemblea degli animali della fattoria, dal Vecchio Maggiore, maiale molto anziano e rispettato. Egli fa capire ai suoi "compagni" la situazione in cui si vive e li esorta alla rivoluzione contro l'uomo, morendo alcuni istanti dopo la fine del discorso. Dopo un po' di tempo, un giorno, gli animali non trovano la loro razione quotidiana; decidono così di attaccare il sig. Jones, e, sotto il comando dello strategico maiale Palla di Neve, conquistano la fattoria.
Gli animali, dopo aver esplorato la casa dell'ex-padrone, riprendono le loro normali attività lavorative. Il sig. Jones però riunisce i suoi amici fattori e prova a riprendersi, invano, la fattoria: gli animali riescono a resistere all'attacco. Palla di Neve, poco tempo dopo, riunisce gli animali per annunciare la creazione di un mulino, ma, prima che lo presenti, un altro maiale, Napoleone, aizza contro Palla di Neve i cani trovati nella casa dell'ex-padrone e da lui accuditi; il maiale viene così sbranato dopo un lungo inseguimento. Tornato alla fattoria Napoleone fa però credere agli animali che Palla di Neve fosse un traditore e prende possesso della fattoria, appropriandosi del progetto iniziato dal suo predecessore.
Il nuovo assetto sociale inizia a favorire la classe dei maiali, e così i sette pilastri dell'animalismo vengono modificati secondo la convenienza del nuovo corso. Napoleone stringe trattative con un macellaio, barattando viveri con le uova delle galline, che dopo essersi ribellate vengono sbranate dai cani, ormai guardie del corpo del capo Napoleone. Un nuovo attacco degli uomini viene sventato, ma il mulino da poco costruito viene fatto esplodere dal sig. Jones durante l'attacco.
Ricomincia così la costruzione del mulino, ma durante essa il cavallo Gondrano, instancabile lavoratore, viene debilitato a causa della caduta di una grossa pietra, venendo poi barattato da Napoleone con il macellaio, in cambio di whisky. Poco dopo, gli altri animali, ormai di livello molto inferiore a quello dei maiali, scoprono che questi sono diventati antropomorfi e che hanno preso il posto del vecchio padrone e che adesso vivono nella casa del sig. Jones, ora loro sede.
Le regole della rivoluzione sono state completamente violate. L'asina Berta, vedendo il tutto, decide di osservare di nascosto ciò che sta accadendo per vederci chiaro. Di notte osserva la riunione dei maiali nella casa che si stanno predisponendo per iniziare i contatti commerciali con gli umani, brindando la  vittoria, alla classe umana e suina. In un momento di allucinazione, Berta vede con terrore che i maiali hanno preso tutti l'aspetto del sig. Jones. Tutto è ritornato a com'era quando c'era ancora il vecchio padrone, se non peggio.
A questo punto Berta incita gli animali a rivoltarsi contro i maiali, mandando messaggi alle fattorie vicino tramite i piccioni. Tutti gli animali, sentendo il suo messaggio accorrono, circondando la casa del sig. Jones, mentre i maiali stavano tenendo una riunione. Spaventati Napoleone chiama i suoi cani da guardia, ma essi si sono tutti ubriacati, non potendo più fare nulla.
Gli animali sfondano le mura della casa e rovesciano così il regime e Napoleone viene ucciso con gli altri maiali nell'attacco dopo una lapidaria citazione del Vecchio Maggiore: "Padroni maiali, domani prosciutti. Ah! Dimenticavo una cosa: chi ha paura di chi?"

## Personaggi
- Vecchio Maggiore: è un vecchio maiale di 10 anni (a differenza del libro, in cui ne ha 12), saggio e rispettato. È lui a incitare i "compagni" a rivoltarsi contro il signor Jones, e molte sue massime saranno citate nel film. Subito dopo l'assemblea dell'inizio del film muore, mentre nel libro muore tre giorni dopo. Nel film la sua voce narrante continua a citare gli avvenimenti che accadono, ad indicare che il suo spirito, continua a vegliare sugli animali che hanno creduto in lui.
- Palla di Neve: è un giovanissimo maiale che deve il suo nome al suo albinismo che lo rende bianco come la neve. È lui a prendere in mano la situazione dopo la morte del Vecchio Maggiore, ed è sempre lui a coordinare i suoi compagni durante la "Battaglia del Chiuso delle Vacche". Se gli animali vincono, gran parte del merito va a lui. A differenza di quello che sarà Napoleone in seguito, lui non è un dittatore e anzi riesce a farsi stimare dai compagni. Differentemente dal libro, nel film non viene denotata una rivalità tra lui e Napoleone, tant'è vero che qui non si parla di alcuna elezione tra loro. Il povero Palla di Neve verrà però assalito, poco dopo aver annunciato la costruzione del mulino e la conseguente riduzione a un solo giorno di lavoro a settimana per assicurare il benessere di tutti gli animali, e verrà brutalmente sbranato dai cani allevati da Napoleone.
- Napoleone: è un maiale dotato di concretezza, ma un po' meno intelligente del compagno Palla di Neve. Diventa capo-dittatore della fattoria degli animali dopo la morte del primo. Alla fine, assieme agli altri maiali, è ancora più antropomorfizzato di quanto non fosse già nel libro. Viene comunque ucciso dalla nuova ribellione degli animali, stufi del suo regime assoluto e dei suoi modi aggressivi e reprimenti.
- Il signor Jones: è il proprietario della Fattoria. Prototipo dell'"umano brutto e cattivo", è alcolista, brutale e poco interessato alla propria fattoria, finge di essere in brutte condizioni economiche per ingannare gli animali, mascherando il suo disinteresse verso la fattoria e non esitando a picchiarli violentemente, a parole sue, come delle bestie. Egli suscita nel Vecchio Maggiore l'indignazione e l'ispirazione per convocare l'assemblea e spingere gli animali alla rivoluzione. Viene scacciato dagli animali insorti, poi con i fattori avventori del Leone Rosso prova a riprendersi la fattoria, senza successo. Dopo la costruzione del mulino e dopo le trattative tra Napoleone e Whymper, i fattori tornano alla carica. Jones, completamente sbronzo, non è più in grado di fare come loro, ma si vendica comunque facendo esplodere con la dinamite il mulino. Viene considerato dagli animali, dopo la Rivoluzione, cospiratore assieme a Palla di Neve, in realtà morto quando i cani lo attaccarono. Rispetto al romanzo, il signor Jones non è sposato e non ha quindi i tre figli. Inoltre, sceglie di morire nell'esplosione del mulino (nel romanzo muore in una casa di riabilitazione per alcolizzati), ma alla fine Berta vede in Napoleone abbastanza similitudini da paragonarlo a Jones.
- Clarino: nel libro col nome "Piffero" o "Clarinetto", ha una voce possente, benché sia giovane, ed è l'eterno propagandista di Napoleone, a cui è ciecamente fedele, ma è ingenuo e non così convincente come oratore rispetto al libro: basti pensare che la scusa con cui cerca di giustificare la morte di Gondrano è un "sacrificio spontaneo" svolto dal cavallo per il bene della Fattoria. Berta, molto più anziana e saggia da sapere le vere dinamiche della fattoria, giustamente non gli crede e continua a ragliare, costringendo Clarino a chiamare i cani per farla tacere.
- Gondrano: è un cavallo molto portato verso il lavoro, assolutamente instancabile. Come nel libro la sua partner è Berta. Rispetto al libro, il suo operato è premiato da un'alta considerazione da parte di Napoleone, che però non esiterà a condurlo al macello dopo l'incidente al mulino. Sviene dalla stanchezza e viene mandato verso la macelleria equina, ma inspiegabilmente lo si vede alla fine del film mentre con gli altri animali si scaglia contro Napoleone che muore nella rivolta. Nel film non pronuncia una parola, mostra tutto ciò in cui crede con i fatti.
- Berta: sebbene nel libro fosse una giovane giumenta, nel film è un'asina, molto più anziana. Prende completamente il posto dell'asino Benjamin (nella versione originale invece è quest'ultimo a sostituire Berta) e il suo ruolo è quindi molto più esteso: non è molto portata verso il lavoro (a volte sbadiglia), ma è sempre sospettosa verso Napoleone, essendo molto più anziana e saggia di lui e quindi conoscendo meglio di tutti gli altri animali le dinamiche che vi sono sempre state alla Fattoria. Infatti per esempio capisce che Napoleone ha venduto il compagno Gondrano alla macelleria ed è la prima a scoprire il tradimento dei maiali verso gli antichi capisaldi della Rivoluzione (e non la seconda dopo Benjamin, come nel libro). Da un certo punto di vista, Berta ha ereditato le volonta del Vecchio Maggiore e di Palla di Neve. Nonostante i cambiamenti negativi della fattoria e i discorsi indottrinati di Napoleno, Berta è rimasta fedele alla sua coscienza e ai suoi principi, di uguaglianza su tutti gli animali. Comprenderà alla fine che i maiali sono diventati, peggiori del vecchio padrone e che la libertà ottenuta è stata distrutta dalla nuova dittatura di Napoleone. Berta diventa così il nuovo capo rivoluzionario e chiamerà a se tutti gli animali della fattoria e quelli vicinia essa, dando il via a un'insurrezione contro i maiali, portando alla morte di questi ultimi.
- Il signor Whymper: aggiunto prettamente per il film e non presente nel romanzo, è un macellaio, descritto ironicamente un "cuore d'oro", poiché, se prima si occupava, come da suo mestiere, di portare gli animaletti, come dice Napoleone "nella pentola del padrone", si accorge di tutti gli orribili abusi e violenze ai quali sono sottoposti i poveri animali, così diviene lui a fornire viveri alla fattoria degli animali, portando loro mangimi e foraggio, prendendo in cambio gli ovetti vuoti prodotti dalle galline.
- I cani: sono gli antagonisti secondari del film, ma non sono tre ("John" o "Jessie", Morsetto e Lilla) come nel libro, ma appare solo la prima cagna, la femmina forte e feroce Jessie (dagli animali chiamata così mentre dal padrone John, nome assolutamente maschile, per evidenziare la completa ignoranza del fattore umano, che infatti crede che ella sia un cane maschio), che riesce ad abbattere i fattori durante il loro primo attacco (mentre nel romanzo uccide anche una pecora). Comunque Napoleone nel film trova dei cuccioli appartenenti a lei, e li alleva segretamente, finché questi non uccideranno Palla di Neve e diventeranno le sue guardie. Inizialmente terribilmente spietati, come la madre, alla fine sono completamente sbronzati dall'alcol, tanto che quando Napoleone li chiama, essi non gli rispondono.
- Pilkington e Frederick: sono altri due fattori della zona, amici di Jones, e infatti anch'essi rozzi, ignoranti e violenti, che se ne stanno sempre seduti col fattore all'osteria "Leone Rosso", a ubriacarsi. Capeggiano un attacco contro la fattoria a metà film (nel libro era il solo Frederick), e con altri fattori danno vita a una cruenta battaglia. Per il resto, non fanno trattative con Napoleone rispetto al libro.

## Distribuzione
Il film venne proiettato per la prima volta negli Stati Uniti il 29 dicembre 1954 e poi nel Regno Unito dal 7 gennaio 1955.
In Italia il film non venne distribuito al cinema: fu trasmesso in televisione sulla Rete 2 l'8 gennaio 1972 all'interno della rassegna Mille e una sera e poi pubblicato in VHS nel 1989 da Eagle Home Video (Videogram Italia) e da Fonit Cetra; solo nel 2021 è stato pubblicato in DVD per la collana Cineteca dell'editore Quadrifoglio.

## Accoglienza

### Critica
Gran parte della promozione del film prima della sua distribuzione nel Regno Unito puntava sul fatto che il film d'animazione fosse di realizzazione britannica, anziché un prodotto degli studio di Hollywood. Il critico cinematografico C. A. Lejeune scrisse in quei tempi: «Saluto La fattoria degli animali come un buon lavoro… [i produttori] hanno realizzato un film per l'occhio, l'orecchio, il cuore e la mente». La partitura di Matyas Seiber e il talento vocale di Maurice Denham sono stati particolarmente lodati (Denham ha dato voce a tutti gli animali del film). Lo stile dell'animazione è stato descritto come una "Disney che si fa seria" ("Disney-turned-serious").
Qualche critica è stata mossa al finale completamente diverso rispetto all'opera di Orwell. Un articolo riporta: «Orwell non avrebbe voluto questo cambiamento, con la sostituzione di una banale propaganda alla sua satira reticente e malinconica».
In concomitanza con l'uscita del film, venne serializzata sui quotidiani una versione a fumetti de La fattoria degli animali, disegnata da Harold Whitaker, uno degli animatori del film.